# Forame incisivo
Nella bocca umana, il forame incisivo, chiamato anche forame palatino anteriore o forame nasopalatino, è un'apertura a forma di imbuto nell'osso del palato duro orale immediatamente dietro i denti incisivi dove passano i vasi sanguigni e i nervi. Il forame incisivo è in continuità con il canale incisivo; questo forame o gruppo di forami si trova dietro i denti incisivi centrali nella fossa incisiva della mascella.
Il forame incisivo riceve i nervi nasopalatini dal pavimento della cavità nasale insieme all'arteria sfenopalatina che irrora la mucosa che ricopre il palato duro della bocca.
In molte altre specie, i forami incisivi consentono il passaggio dei dotti all'organo vomeronasale.